# Arcytophyllum vernicosum
Arcytophyllum vernicosum är en måreväxtart som beskrevs av Paul Carpenter Standley. Arcytophyllum vernicosum ingår i släktet Arcytophyllum och familjen måreväxter. Inga underarter finns listade i Catalogue of Life.